# 133716 Tomtourville
133716 Tomtourville è un asteroide della fascia principale. Scoperto nel 2003, presenta un'orbita caratterizzata da un semiasse maggiore pari a 2,8635903 UA e da un'eccentricità di 0,0495009, inclinata di 2,06910° rispetto all'eclittica.